# Peter Conradin Romedi
Peter Conradin Romedi, auch Peter Conrad Romedi (* 21. September 1817 in Madulain; † 29. Dezember 1899 ebenda) war ein Schweizer Jurist, Unternehmer und Politiker.

## Leben

### Familie
Peter Conradin Romedi war der Sohn des Oberengadiner Landammanns Gian Elias Romedi (* 16. November 1788; † 1863), der 1850 auch Begründer der Firma Veltliner Weine Romedi war, und dessen Ehefrau Marguerita, genannt Deta (geb. von Planta) († 18. April 1864); seine jüngeren Brüder waren der Politiker Johann Albert Romedi (* 21. September 1817 in Madulain; † 29. Dezember 1899 ebenda) und Jakob (auch Jachem genannt, * 8. April 1822; † 1899), der später eine bedeutende Landwirtschaft betrieb und bahnbrechend für die Güterzusammenlegung und rationelle Bodenbewirtschaftung war.

### Werdegang
Romedi besuchte die Dorfschule Madulain, sowie die Privatschule von Oberst Johann Jakob Scherrer (1792–1860) in Fürstenau, die Bündner Kantonsschule in Chur und eine Mittelschule in Berlin.
Er immatrikulierte sich zu einem Studium der Rechtswissenschaften an der Universität Heidelberg und setzte das Studium an der Universität Leipzig fort, bevor er es an der Universität Bern abschloss.
Nach Beendigung des Studiums war er als Advokat in Madulain tätig und betrieb, gemeinsam mit seinem Bruder Jakob, eine Weinhandlung, war bis zum 31. Mai 1897 Postpferdehalter über den Albulapass und unterhielt ein Hotel in Scuol.
Er wurde 1848 als Hauptmann in den Generalstab versetzt und nahm am Sonderbundskrieg teil; bei der Grenzbesetzung von 1870 bis 1871 (siehe Schweiz im Deutsch-Französischen Krieg) hatte er den Dienstgrad Oberstleutnant und war Bataillonskommandeur.
Romedi betätigte sich auch als Heimatforscher und bewahrte zwei Rüstungen aus dem 16. Jahrhundert bei sich auf, dazu sammelte er lokalgeschichtliche und kulturhistorische Altertümer aus der Gegend von Madulein.

### Politisches Wirken
Peter Conradin Romedi war ursprünglich ein liberaler Politiker, wandte sich dann jedoch im Ständerat als Föderaldemokrat und Vertreter der reformierten Konservativen, ab 1893 als Unabhängiger, gegen Zentralisierungstendenzen und die wachsenden Bundesaufgaben.
Er förderte unter anderem den Unterengadiner Tourismus.
In den Zeiträumen von 1845 bis 1846, 1849 bis 1850, 1852 bis 1855, 1865 bis 1867 und von 1871 bis 1881 war er im Bündner Grossen Rat und in dieser Zeit von 1857 bis 1858 im Kleinen Rat vertreten; dazu übte er mehrmals das Amt des Kreispräsidenten aus.
Von 1881 bis 1898 war er auch Ständerat; nach seinem Rücktritt folgte ihm Franz Peterelli nach.

## Mitgliedschaften
Peter Conradin Romedi war Mitglied des Gotteshausbundes.